# Siteroptes muscarius
Siteroptes muscarius är en spindeldjursart som beskrevs av Martin 1978. Siteroptes muscarius ingår i släktet Siteroptes och familjen Siteroptidae. Inga underarter finns listade i Catalogue of Life.